# Angély (personnalité)
Pour les articles homonymes, voir Angely.
L'Angély était le fou du roi Louis XIII puis de Louis XIV.
Il fut d'abord valet d'écurie du prince de Condé qu'il avait suivi en Flandre. Il se fit remarquer du prince par ses saillies, et le roi désira l'avoir à son service. D'une famille noble, mais pauvre, il se fit craindre. Il n'épargnait personne dans ses bouffonneries, et la crainte que ses railleries inspiraient aux courtisans était telle qu'ils achetaient son silence : il amassa ainsi des sommes considérables (estimées à vingt-cinq mille écus). Ces railleries trop piquantes le firent chasser de la cour, et il fut le dernier bouffon de la cour des rois de France. 
Dans sa Satire VIII, Boileau nomme Alexandre le Grand « ce fougueux l'Angély » pour taxer de folie son obsession de la conquête. L'Angély est également nommé dans la Satire I.
L'Angély apparaît aussi dans la pièce Marion de Lorme de Victor Hugo.